# J-STAGE

Logo

J-STAGE (Japan Science and Technology Information Aggregator, Electronic) ist eine frei zugängliche Datenbank, die wissenschaftliche Veröffentlichungen aus japanischen e-Journals sammelt. J-STAGE wird seit 1998 vom Japanischen Bildungsministerium betrieben.
Im Oktober 2021 waren 3399 Zeitschriften mit 5.296.240 Artikeln indiziert. Rund 95 % der Artikel sind im Open Access verfügbar.
Vergleichbare Datenbanken sind PubMed und SciELO.